# 金斯波因特 (蒙大拿州)
金斯波因特（英語：Kings Point）是位於美國蒙大拿州萊克縣的普查規定居民點。

## 人口
根據2020年美國人口普查的數據，金斯波因特的面積為3.50平方千米，皆為陸地。當地共有人口201人，而人口密度為每平方千米57.43人。